# Otto Livonius
Otto Daniel Livonius (1 de abril de 1829 - 9 de febrero de 1917) fue un vicealmirante de la armada imperial alemana, que sirvió previamente en la armada prusiana y en la armada de la Confederación Alemana del Norte.

## Primeros años

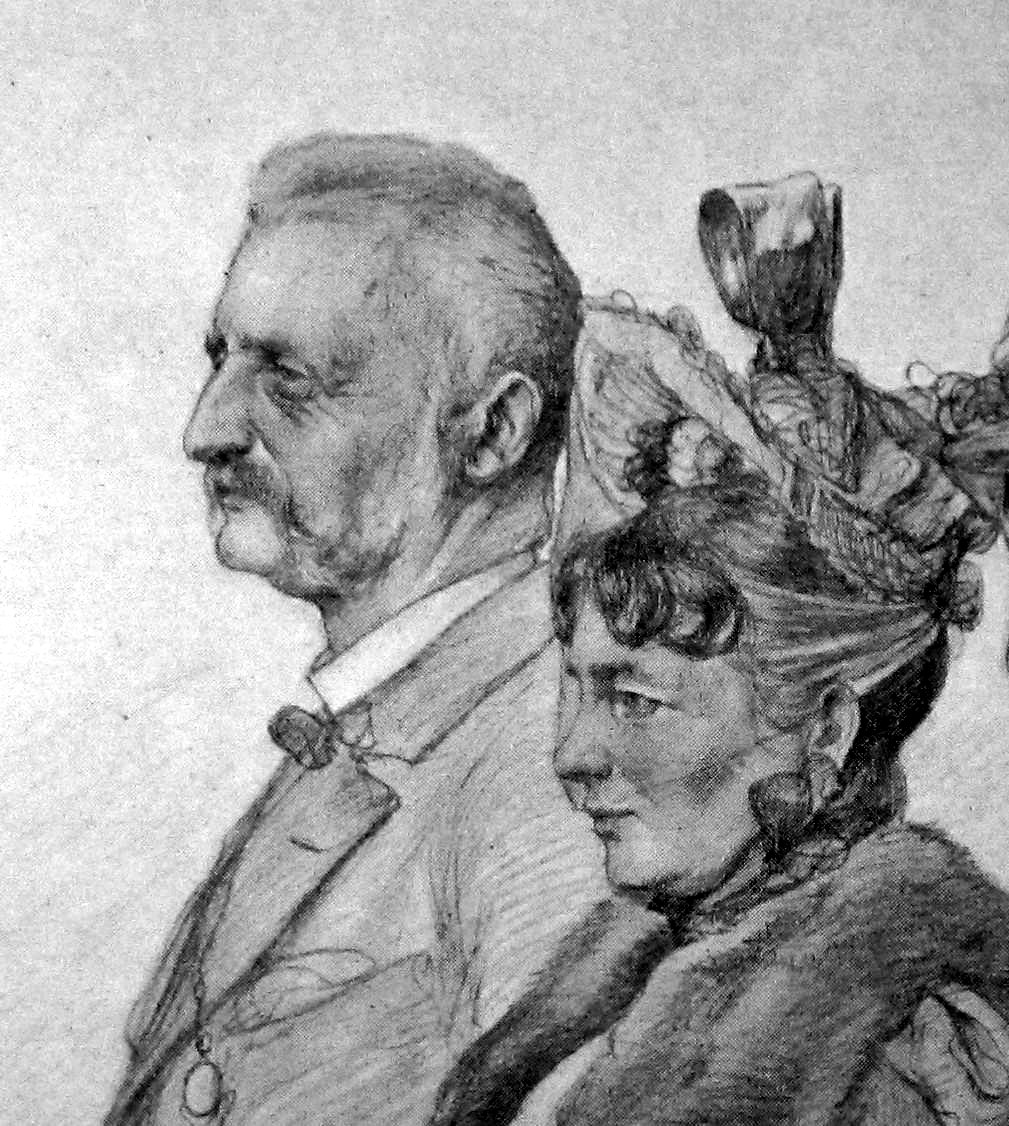
Vicealmirante Otto Livonius y su esposa.

Livonius nació el 1 de abril de 1829 en Wolgast en la provincia prusiana de Pomerania. Su padre era Daniel Livonius un capitán y jefe de correos en el Reino de Prusia. Su hermano Wilhelm Livonius fue militar, alcanzó el grado de general y fue nombrado noble en 1888. Livonius abandonó la escuela en 1848 en Berlín, para viajar por mar. Después de seis meses en el velero Washington, se integró como cadete naval en la Armada prusiana. Livonius contrajo matrimonio con Louise Radmann.

## Carrera naval
Livonius ingresó como cadete naval el 7 de diciembre de 1848 en Stettin. Asistió a la Escuela Naval Stettin.
Durante la guerra de los ducados de 1864 fue Kapitänleutnant y primer oficial de la fragata prusiana SMS Nymphe. En la batalla naval de Jasmund (Isla de Rügen) el 17 de marzo de 1864, fue herido y condecorado con la Orden del águila Roja. En 1866, Prusia pasó a formar parte de la Confederación Alemana del Norte, la armada prusiana se convirtió oficialmente en la de la confederación y Livonius se integró en la nueva institución. En 1869 fue nombrado comandante del SMS Pfeil.
En la guerra franco-prusiana de 1870-1871 dirigió el buque de guerra SMS Arminius. Al estallido de la guerra el Arminius estaba estacionado en Kiel, pero el capitán Livonius rompió el bloqueo francés surcando la costa sueca. El paso por las aguas territoriales suecas protegió el barco del ataque francés. La armada prusiana concentró al Arminius y las fragatas blindadas Kronprinz, Friedrich Carl y König Wilhelm en el mar del Norte en la base naval de Wilhelmshaven. En el curso de la guerra, Livonius se separó del puerto más de cuarenta veces, pero no logró provocar un combate importante, aunque ocasionalmente intercambió disparos con el bloqueo de los buques de guerra franceses. La unificación de Alemania en 1871 significó nuevamente un cambio de nombre de la marina, naciendo la armada imperial alemana. De 1872 a 1875 dirigió la fragata blindada SMS Elisabeth. El 2 de mayo de 1874 Livonius fue ascendido a capitán (Kapitän zur See).
En 1875/76, Livonius era comandante del escuadrón alemán de Asia Oriental y comandaba el buque de guerra Kronprinz.
Entre 1877 y 1881, Livonius fue el director del astillero imperial de Danzig. El 15 de febrero de 1881 Livonius fue promovido a contralmirante (Konteradmiral). A partir del 13 de diciembre de 1881, Livonius fue un director del almirantazgo imperial alemán donde sirvió hasta el 27 de diciembre de 1883, cuando fue ascendido a vicealmirante (Vizeadmiral). El 2 de febrero de 1884, fue transferido a la lista de retiro.
Murió el 9 de febrero de 1917, a los 87 años, en Berlín.